# موراوسکا تربووا
موراوسکا تربووا (به چکی: Moravská Třebová) یک منطقهٔ مسکونی و شهرستان دارای شهرک سابقاً روستا در جمهوری چک است که در ناحیه سویتاوی واقع شده‌است. موراوسکا تربووا ۱۱٬۴۱۴ نفر جمعیت دارد.